# Mach-elv

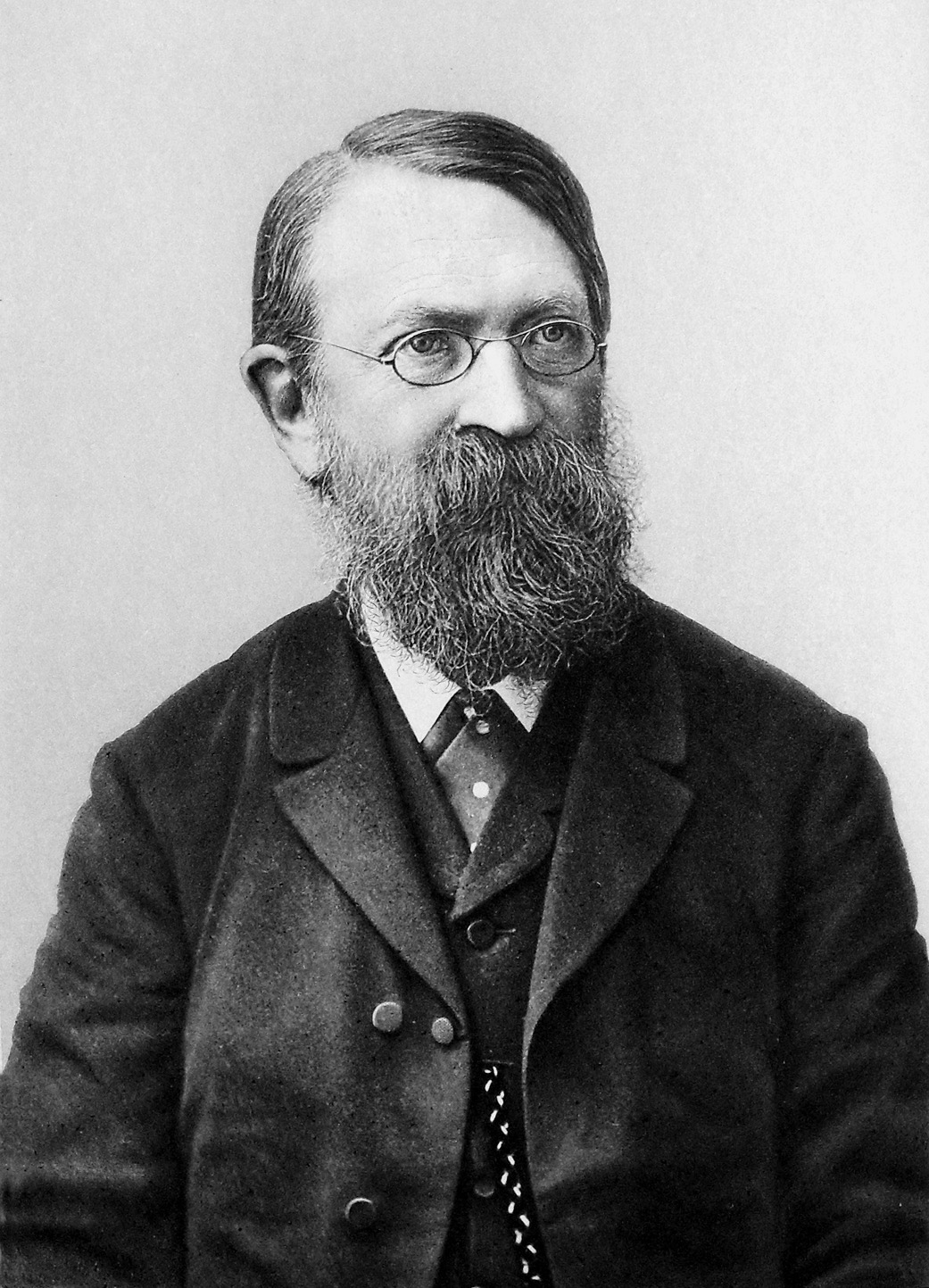
Ernst Mach osztrák fizikus

Ernst Mach osztrák fizikus nem fogalmazta meg pontosan a később Albert Einstein által Mach-elv-nek nevezett fogalmat, az alábbi megfogalmazás másoktól származik.

A Mach-elv szerint a test tehetetlen tömege az univerzum összes tömegének egymással való kölcsönhatásából ered, azaz az állócsillagokhoz rögzített rendszerben mért gyorsulás oka az állócsillagok és más tömegek által keltett erők eredménye. A Mach-elv szerint a tér fogalma (vagy legalábbis a távolság és irány fogalma) értelmetlen, ha a tér nem tartalmaz anyagot.

Mach szerint a newtoni tehetetlenségi rendszer és a távoli, nem forgónak tekintett állócsillagokhoz viszonyított rendszer egyezése nem lehet véletlen, hanem azt jelzi, hogy az világegyetem távoli anyaga meghatározza a tehetetlenségi rendszert valamilyen fizikai módon.
Einstein szándéka a relativisztikus gravitáció kifejlesztésével az volt, hogy kifejezze azt az ötletet, hogy a csillagok által meghatározott tehetetlenségi rendszert a távoli anyag gravitációja okozza. Sajnos azonban Einstein egyenletei megengedték, hogy létezhessen tehetetlenség gravitáció nélkül is (ha nincs anyag). Még rosszabb, hogy az egyenletek olyan univerzum létezését is megengedik, amiben van anyag, de amiben a helyi tehetetlenségi rendszer forog a távoli csillagokhoz képest. Erre az első példát Kurt Gödel javasolta, ennek  voltak bizonyos nem-fizikai tulajdonságai, de ezt valóságosabb példák követték.

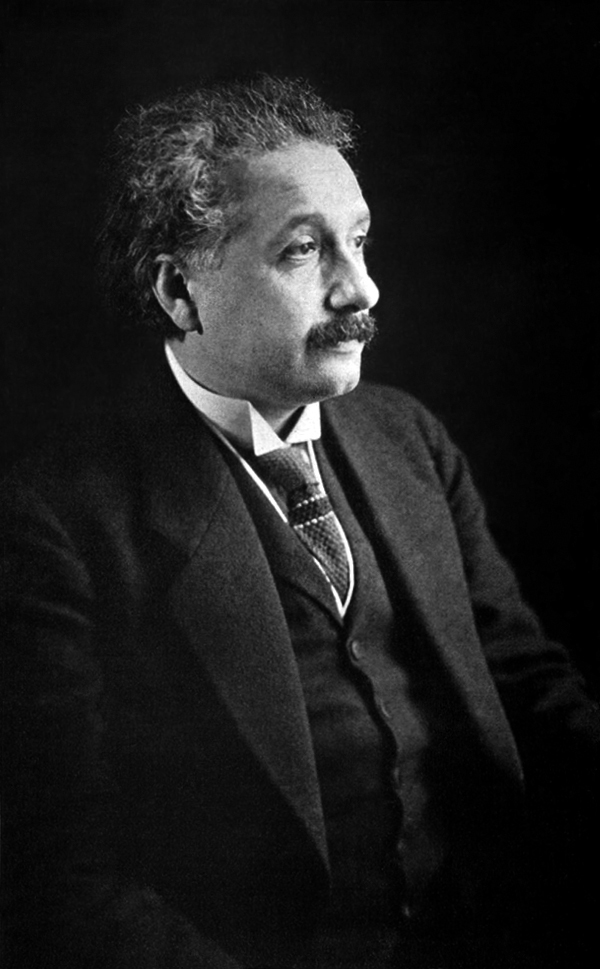
Albert Einstein német elméleti fizikus

Az általános relativitáselmélet nem szolgáltat olyan alapot a Mach-elvhez, amilyet Einstein szeretett volna.
Mach szemlélete a tehetetlen tömegről nem illeszkedik Einstein általános relativitáselméletéhez, ezért a Mach-elv ismertetését kihagyták sok modern fizikatankönyvből.
Bármi is legyen a sötét anyag, ez szolgáltathatja azt az egyenletesen eloszló anyagot, ami a Mach-elv érvényességéhez szükséges.
A 21. század elején a kozmikus háttérsugárzás magyarázatára két elmélet áll a rendelkezésünkre:
- A kozmikus háttérsugárzás oka az ősrobbanás maradványa
- A sötét anyag egyenletes eloszlása a Mach-elv következménye, ami meghatározza a tehetetlenségi tömeget

A döntés a két elmélet között a jövő kutatóira vár.
Einstein kissé csalódott a Mach-elvben, amikor rájött, hogy egy végtelen, homogén univerzum végtelen nagy tehetetlenségi erőt hozna létre, és emiatt soha semmi nem tudna gyorsulni. Ez egy nyomós érv, ami arra a következtetésre vezette Einsteint, hogy az univerzum homogén és végtelen, ami egy véges, táguló, görbült térben létezik. Einstein nem jött rá, hogy az anyag lehet egyenletesen eloszolva úgy is, hogy a sűrűsége csökken, ahogy bármely megfigyelési ponttól kiindulva távolodunk. A magyarázatot a fraktálmatematika adja meg, ami Einstein korában még csak kialakulóban volt. Azóta Benoit Mandelbrot (a fraktálmatematika megalkotója) és mások megmutatták, hogy ilyen anyageloszlás hogyan lehetséges és azt fraktálos anyageloszlásnak nevezték. Ez lehetővé teszi, hogy egy végtelen világegyetem, végtelen térben úgy viselkedjen, ahogyan a Mach-elv leírja, és ez véges, izotróp tehetetlenségi erőkhöz vezessen. Az univerzum közeli részének feltérképezése azt mutatja, hogy az anyag eloszlása éppen fraktális.
Ez az eredmény viszonylag új és sokan azért vitatják, mert az általános relativitás és az ősrobbanás elméletének nem felel meg.
A Mach-elvet főleg azok a fizikusok nem fogadják el, akik szerint az anyagon végzett minden hatást közvetlenül atomoknak vagy távoli anyagok mezőinek kell okozniuk. Egy gyakran megfogalmazott ellenvetés így hangzik a nem-helyi tehetetlenségi erőkkel szemben:
„Ezek az erők elképzelhetetlen mennyiségű kölcsönhatásból állnak. Az a tulajdonságuk, hogy azonnali hatást okoznak, szembe megy a józan ésszel, mert ez azt feltételezi, hogy egy részecske itt késleltetés nélkül ismeri egy távoli részecske helyzetét és sebességét.”
Mach számított ezekre az ellenérvekre, és rámutatott:
„Newton, mint minden elődje és követője, szükségesnek tartotta a gravitációt valamilyen érintkezés hatásának tulajdonítani. Az a siker azonban, amit Newton a csillagászatban elért a távolban ható erőkkel, hamarosan jelentősen megváltoztatták a helyzetet.”
Mach hangsúlyozza, hogy ha a távolba ható erők felelősek a gravitációért, akkor ugyanezek az erők hozzák létre a helyileg megnyilvánuló tehetetlenségi erőket is. Mach nem látta előre, hogy Maxwell sugárzási elméletének sikere Einstein elméletéhez fog vezetni és hogy a Newton-féle fizika lehanyatlik.
Elméletének kidolgozása elején Einstein azt gondolta, hogy a Mach-elv összhangban van az általános relativitáselmélettel. A tehetetlenség magyarázatához Mach a távoli tömegek hatását helyezte előtérbe, és Einstein azt állította, hogy a relativisztikus gravitáció az univerzum összes tömegének hatását tartalmazza, mint forrást. Ez megfelelne a Mach-elvnek. Azonban Einstein téregyenletei azon alapultak, hogy a gravitációs és tehetetlenségi erők mindenhol megfelelnek egymásnak. Ennek azonban az egyik következménye az volt, hogy a két erő semlegesítheti egymást és az eredőjük nulla lehet.
1917-ben egy kiváló holland csillagász, Willem de Sitter (1872-1934) felhívta Einstein figyelmét arra, hogy téregyenleteire létezik olyan véges értékű megoldás, amiben egy részecskének még akkor is van tehetetlen tömege, ha teljesen egyedül van az univerzumban. Ebben az esetben a relativisztikus téridő görbülete megszűnik, síkká válik, a részecskén átmenő geodézikus vonal pedig egyenes lesz. Einstein kezdetben hevesen vitatkozott ezzel a megoldással, végül arra a következtetésre jutott, hogy a test tehetetlensége nem származhat más tömegektől (ahogy a Mach-elv megköveteli), ha ilyen tömegek nincsenek. Elmélete mellett kitartva Einstein végül szakított korábbi példaképével és ötletadójával, Ernst Machhal.
Einstein ekvivalencia-elve azt állítja, hogy a tehetetlenségi erők nem különböztethetők meg a gravitációs erőtől, ez azonban nem minden esetben igaz, amikor tehetetlenségi erők ébrednek. Például ha egy mágnes vonz egy másik mágnest, a köztük ébredő mágneses vonzó (vagy taszító) erő mellett lép fel tehetetlenségi erő, ami szintén befolyásolja az egymáshoz viszonyított gyorsulásukat. Ugyanez a helyzet elektromos erők esetén is: sem a mágneses, sem az elektromos erők nem a test tömegéből származnak, így egyik sem lehet ekvivalens a tehetetlenségi erőkkel. A dinamikus elektromagnetizmusban leírt tehetetlenségi erők voltak az elsődleges okai annak, hogy Einsteinnek nem sikerült megalkotnia azt, amit „egyesített térelmélet”-nek nevezett.

## Szakirodalom
- Barbour, Julian B., Herbert Pfister (szerk.): Mach’s Principle: From Newton’s Bucket to Quantum Gravity. Einstein Studies 6. Boston: Birkhäuser, 1995. ISBN 0817638237